# Sven Fadersson
Sven Fadersson (Sparre av Hjulsta och Ängsö), född på 1300-talet, död på 1300-talet, var en svensk häradshövding.

## Biografi
Sven Fadersson (Sparre av Hjulsta och Ängsö) var son till Fader Birgersson. Han nämns mellan 1345–1358 och var 1358 häradshövding i Siende härad.

### Egendom
Han ägde jord i Siende härad i Västmanland.

### Familj
Sven Fadersson gifte sig första gången senast 1345 med Ragnhild Filipsdotter (Lindöätten), dotter till riddaren Filip Ragvaldsson (Lindöätten). De fick tillsammans barnen Elin Svensdotter som var gift med riddaren Johan von Schönberg i Mecklenburg, Fader Svensson (var död 1389) som var gift med Katarina Amundsdotter (Hatt).
Han gifte sig andra gången med Brudsdotter (Lejonansikte, Bengt Nilssons ätt), dotter till Brud Benason (Lejonansikte, Bengt Nilssons ätt). De fick tillsammans dottern Katarina Svensdotter som var gift med Halsten Petersson (båt).